# Спина (Ређо ди Калабрија)
Спина је насеље у Италији у округу Ређо ди Калабрија, региону Калабрија.
Према процени из 2011. у насељу је живело 723 становника. Насеље се налази на надморској висини од 96 м.